# Tonicia schrammi
Tonicia schrammi is een keverslakkensoort die behoort tot de familie Chitonidae.
Deze soort wordt tot 25 millimeter lang. Tonicia schrammi komt voor in zuid-oost Florida, Brits West-Indië en Bermuda.